# Zhaoyuan (ort i Kina)
Zhaoyuan är en ort i Kina. Den ligger i provinsen Heilongjiang, i den nordöstra delen av landet, omkring 120 kilometer väster om provinshuvudstaden Harbin. Antalet invånare är 59 370.
Runt Zhaoyuan är det ganska tätbefolkat, med 192 invånare per kvadratkilometer. Trakten runt Zhaoyuan består till största delen av jordbruksmark.
Genomsnittlig årsnederbörd är 684 millimeter. Den regnigaste månaden är juli, med i genomsnitt 148 mm nederbörd, och den torraste är januari, med 6 mm nederbörd.